# Impatiens subecalcarata
Impatiens subecalcarata là một loài thực vật có hoa trong họ Bóng nước. Loài này được (Hand.-Mazz.) Y.L. Chen mô tả khoa học đầu tiên năm 1978.